# Hieronyma oblonga
Hieronyma oblonga är en emblikaväxtart som först beskrevs av Louis René Tulasne, och fick sitt nu gällande namn av Johannes Müller Argoviensis. Hieronyma oblonga ingår i släktet Hieronyma och familjen emblikaväxter. Inga underarter finns listade i Catalogue of Life.